# Баймбетов, Орынбасар Бимбетович
Орынбасар Бимбетович Баймбетов (каз. Орынбасар Бәйімбетов; 15 июля 1930 год, совхоз «Горняк», Жанакорганский район, Кзыл-Ординская область — 29 февраля 2012 год, город Кзыл-Орда) — казахстанский коммунистический и государственный деятель, бывший директор совхоза «Первомайский» Сырдарьинского района Кзыл-Ординской области, Казахская ССР. Герой Социалистического Труда (1966). Депутат Верховного Совета Казахской ССР. Член ЦК Компартии Казахстана.

## Биография
Родился 15 июля 1930 года в рабочей семье в совхозе «Горняк» Жанакорганского района. Трудовую деятельность начал с 12 лет учетчиком, затем бригадиром. В 1947 году поступил на учёбу в Казалинский зооветеринарный техникум, по окончании которого работал ветеринаром в Жанакорганском районе. С 1951 по 1956 году обучался на зооветеринарном факультете Алма-Атинского сельскохозяйственного института, после которого до 1961 года работал ветеринаром. С 1961 года — первый заместитель председателя Жанакорганского райисполкома, директор совхоза «Первомайский» Сыр-Дарьинского района.
В 1964 году удостоен звания «Заслуженный ветеринар Казахской ССР».
В 1965 совхоз «Первомайский» досрочно выполнил план 7-й пятилетки (1959—1965), за что был награждён Переходящим знаменем Кзыл-Ординского обкома партии, а его директор — Орынбасар Баймбетов удостоен в 1966 году звания Героя Социалистического Труда.
С 1967 по 1970 год — начальник Кзыл-Ординского областного управления сельского хозяйства, член бюро обкома Компартии Казахстана. С 1970 по 1983 год — первый секретарь Шиелийского райкома партии и с 1984 года — первый заместитель начальника Кзыл-Ординского областного управления сельского хозяйства.
Избирался депутатом Верховного Совета Казахской ССР 7-го и 8-го созывов. В 1981 году на XV съезде Компартии Казахстана избирался в члены ЦК Компартии Казахстана.
Персональный пенсионер Союзного значения.
В 2000 году удостоен звания "Ғасыр Адамы" (Человек века) по Жанакорганскому району.
Награды
- Герой Социалистического Труда — указом Президиума Верховного Совета СССР 22 марта 1966 года
- Орден Ленина
- Орден Трудового Красного Знамени
- Многие другие правительственные ордена и медали
- Звание "Ғасыр Адамы" по Жанакорганскому району
- Почетный деятель Кызылординской области
- Почётный гражданин Шиелийского района